# 178987 Jillianredfern
178987 Jillianredfern este o planetă minoră (asteroid) din centura de asteroizi. A fost descoperită pe 19 august 2001 la Observatorio de Cerro Tololo⁠(d) de Marc Buie⁠(d). 
Obiectul prezintă o orbită caracterizată de o semiaxă mare de 2,6947915263915 UAi, o excentricitate de 0,082843995468664, o înclinație de 8,5119716582884 ° în raport cu ecliptica.